# Alma Larson
Alma Helen Larson (* 21. Mai 1932 bei Vivian, South Dakota; † 2. September 2012 in Winner, South Dakota) war eine US-amerikanische Politikerin (Republikanische Partei).

## Werdegang
Alma Helen Larson wurde 1932 als Tochter von Darwin Inman Larson (1882–1950) und seiner Ehefrau Christine R. (1895–1961), geborene Syvertsen, auf einer Farm nördlich von Vivian (Lyman County) geboren. Sie hatte drei Brüder, Edwin M. (1917–1944), Melvin Anton (1920–1996) und Olaf, sowie sechs Schwestern, Emma, Laura, Clara, Gladys, Alice und Josephine. Larson wurde in der Lutheran Church in Vivian zuerst getauft und später konfirmiert. Als Jugendliche war sie sehr schüchtern und ein ruhiges Mädchen, aber das alles änderte sich in der High School, wo sie an vielen außerschulischen Aktivitäten teilnahm. Larson graduierte 1951 an der Vivian High School. Danach zog sie nach Denver. Sie besuchte dort eine Berufsschule und studierte dann Business und Secretarial Science. Nach ihrem Studium arbeitete sie in Denver für eine Airline und ein Immobilienbüro.
Irgendwann zog sie nach South Dakota zurück. In der Folgezeit arbeitete sie als Angestellte im Staatsdienst. Nachdem Essie Wiedenman im Jahr 1960 zum Secretary of State von South Dakota gewählt worden war, wurde Larson unter ihr stellvertretende Secretary of State von South Dakota. Im Jahr 1964 wurde Larson zum 22. Secretary of State von South Dakota gewählt und dreimal danach wiedergewählt, 1966, 1968 und 1970. Sie bekleidete den Posten von 1965 bis 1973.
Nach dem Ende ihrer letzten Amtszeit gründete sie zusammen mit Janice Wolf ein Unternehmen namens Milady's Shoppe in Gregory (Gregory County), das sie die folgenden 22 Jahre lang zusammen betrieben.
Larson war in ihrer Kirche, St. John Lutheran, und im lokalen Commercial Club aktiv, spielte aber auch Golf.
Am 2. September 2012 starb sie im Winner Regional Healthcare Center in Winner (Tripp County).